# Fawzi Bin Abdul Majeed Shobokshi
 Satzstellung usw. SK Sturm Fan My Disk. 10:36, 22. Nov. 2018 (CET)
Fawzi Bin Abdul Majeed Shobokshi (arabisch فوزي شبكوشي; * 1938 in Jeddah) ist ein saudischer Diplomat im Ruhestand.

## Studium
1961 schloss er ein Studium der Rechtswissenschaft an der Universität Kairo ab, und erhielt eine Ehrendoktorwürde der University of Baguio in Baguio City auf den Philippinen.

## Werdegang
1961 trat er in den auswärtigen Dienst. 1963 wurde er Konsul der Botschaft von Saudi-Arabien in Wien, Österreich. Von 1967 bis 1971 leitete er die Abteilung Sudan im Außenministerium. Von 1971 bis 1979 war er Geschäftsträger in Taipeh in der Republik China (Taiwan). Von 1979 bis 1983 war er Botschafter in Manila (Philippinen). Von 1983 bis 1997 Botschafter in Tokio, wo er 1994 Doyen des diplomatischen Corps wurde. Von 1997 bis 6. Mai 1999 war er Botschafter in Moskau. Von 6. Mai 1999 bis 11. November 2008 war er Ständiger Vertreter der saudi-arabischen Regierung nächst dem UNO-Hauptquartier.

## Dekoration
- Er ist Inhaber des Order of Brilliant Star der Republik China.
- Order of Sikatuna, der Republik der Philippinen.[1]